# Алогрудый цветоед
Алогрудый цветоед (лат. Dicaeum monticolum) — вид певчих птиц семейства цветоедовых, обитающий на острове Калимантан.

## Таксономия
Вид монотипичен. Предложения выделить подвид D. m. zita из популяция, обитающей на горе Дулит в малайзийском Сараваке, отверглись из-за отсутствия видимых различий между данной и основной популяциями.
Алогрудый цветоед является близким родственником ласточкового, огненногрудого, пурпурного и, особенно, чернощёкого цветоедов как морфологически, так и генетически, между ними возможна гибридизация. В прошлом некоторые авторы объединяли данные виды между собой.
Видовое название происходит от латинского слова monticola — «обитатель гор».

## Описание

### Внешний вид
Размеры тела составляют около 8 см.
У самцов макушка и верхняя часть тела глянцево-сине-чёрные. Передняя часть головы полностью чёрная; щёки, бока шеи и груди тёмно-серые. Посередине подбородка находится небольшое белое пятно, прямо под ним — значительно более крупное, распространяющееся на горло и грудь, красное пятно с серой окантовкой. Брюшко оливковое, подхвостье жёлтое. Нижняя часть крыльев и перья у основания крыла белые.
Цвет ног и радужки глаз варьируется от коричневого до чёрного. Клюв чёрный.
У самок оперение на верхней части тела оливково-зелёное, у надхвостья становится охристым. Голова серая, на подбородке располагается белое пятно. Горло и грудь серые, брюшко светло-оливковое. В целом очень похожи на самок бурого цветоеда, обитающих в том же ареале, но отличаются более крупными размерами, более белёсым горлом и более ярко выраженным оливковым (а не коричневым, как у самок бурого цветоеда) оперением на спине. Ареал других видов, похожих морфологически, не пересекается с ареалом алогрудого цветоеда.
Молодые особи похожи на взрослых самок, но имеют более тёмный низ и тёмные полосы на горле и груди.

### Голос
Пение состоит из серии быстрых и пронзительных «чи-чи-чи», мягких высоких «сии-сии», стрекочущих звуков.

## Распространение
Обитает в высокогорных районах Северного, Западного, Центрального и Юго-Восточного Борнео, является эндемиком этого острова. Ареал охватывает территории Индонезии и Малайзии.
Населяет холмистые диптерокарповые, горные и верещатниковые леса, как первичные, так и вторичные, а также заросли кустарников. Иногда встречается в садах. Держится на высоте от 460 до 2540 метров над уровнем моря.
Точное количество особей не известно, но в целом вид считается достаточно редким в своём ареале. Популяция снижается.

## Биология
В первую очередь поедает плоды ремнецветниковых растений, а также нектар и пыльцу их цветов (прежде всего рода Scurrula, а также видов Helixanthera intermedia, Taxillus cuneatus, T. recurvus, Dendrophthoe falcata, и D. pentandra). Питается и другими мелкими плодами, например, инжиром и плодами мединиллы (Medinilla speciosa), а помимо этого семенами, насекомыми и пауками.
В основном встречается поодиночке, но иногда держится парами или небольшими группами. Во время кормления ведёт себя очень энергично.
Информации о размножении мало. Молодые особи были замечены в ноябре-феврале в Сараваке. Гнездо представляет собой маленький мешочек из моха, выложенный папоротником и украшенный лишайником; подвешивается к дереву. В кладках было обнаружено по 3 яйца.